# Gonomyia luteipleura
Gonomyia luteipleura är en tvåvingeart som beskrevs av Alexander 1936. Gonomyia luteipleura ingår i släktet Gonomyia och familjen småharkrankar. Inga underarter finns listade i Catalogue of Life.